# Martin McSorley
Pour les articles homonymes, voir McSorley.
Martin James McSorley (né le 18 mai 1963 à Hamiliton dans la province de l'Ontario au Canada) est un ancien joueur et entraîneur professionnel de hockey sur glace. Il a également joué dans des films de hockey.

## Carrière en club
Il commence sa carrière dans la ligue junior de la Ligue de hockey de l'Ontario pour les Bulls de Belleville en 1981. Deux saisons plus tard, il signe en tant qu'agent libre avec les Penguins de Pittsburgh. Les Penguins le font jouer aussi bien dans l'équipe principale que dans la franchise associée de la Ligue américaine de hockey, les Skipjacks de Baltimore.
Au bout de trois saisons, en compagnie de Tim Hrynewich et Craig Muni, il rejoint les Oilers d'Edmonton en retour de Gilles Meloche. L'entraîneur et directeur général des Oilers, Glen Sather, considérait alors qu'il n'avait pas assez de protection autour de ses joueurs vedettes Wayne Gretzky, Jari Kurri et Mark Messier. Avec les Oilers, il remporte à deux reprises la Coupe Stanley en 1987 et 1988. Il sert alors de garde du corps de Gretzky n'hésitant pas à se battre pour défendre la vedette des Oilers.
Au milieu de l'été 1988, Gretzky est vendu aux Kings de Los Angeles pour la somme de 15 millions de dollars américains au sein d'un échange programmé par le propriétaire des Oilers (Peter Pocklington) soucieux de trouver des finances pour des fins personnelles. Dégoûté de ce transfert, Gretzky va négocier avec le président des Kings, Bruce McNall, le transfert de McSorley en plus. En 1991, il remporte avec Theoren Fleury des Flames de Calgary le Trophée plus-moins de la LNH.
En 1993, les Kings atteignent la finale de la Coupe Stanley contre les Canadiens de Montréal.  Lors du 2e match de la finale, alors que les Kings mènent le match 2 à 1, Jacques Demers, l'entraîneur des Canadiens, demande aux officiels de mesurer le bâton de McSorley, qui s'avère avoir une courbure trop prononcée et illégale.  McSorley écope de deux minutes de punition; le Canadiens égalise la marque et gagne ce match en période de prolongation, ce qui va contribuer à la perte des Kings.  McSorley aura tout de même accumulé dix points au cours des séries éliminatoires.
À la suite de cette saison, il retourne jouer brièvement pour les Penguins avant de retourner avec les Kings pour trois saisons. Il passe la fin de sa carrière entre plusieurs franchises de la LNH : les Rangers de New York, les Sharks de San José, un nouveau passage avec les Oilers et enfin avec les Bruins de Boston.
Lors de ce passage chez les Bruins (en 1999-2000), pendant un match contre les Canucks il frappe Donald Brashear à la tête avec son bâton alors que la rencontre tire à sa fin. Brashear perd alors conscience et restera assez longtemps dans un coma causé par le choc de sa tête sur la glace. Les dirigeants de la LNH décident de suspendre McSorley pour le reste de la saison. En octobre 2000, un jury condamne le joueur pour agression armée à 18 mois de prison avec sursis. Après ce verdict, la LNH décide de condamner le joueur pour un an de plus. Une fois sa peine accomplie, il tentera de revenir au jeu mais ne jouera plus jamais dans la LNH. Avec 3 381 minutes de pénalité, il est en 2007, le quatrième joueur le plus pénalisé de l'histoire de la LNH - derrière Tiger Williams et 3 966 minutes.
En 2002-2003 et 2003-2004, il est l'entraîneur en chef des Falcons de Springfield dans la Ligue américaine de hockey.

## Statistiques
Pour les significations des abréviations, voir Statistiques du hockey sur glace.
| Saison     | Équipe                       | Ligue      |     | Saison régulière | Saison régulière | Saison régulière | Saison régulière | Saison régulière |    | Séries éliminatoires | Séries éliminatoires | Séries éliminatoires | Séries éliminatoires | Séries éliminatoires |
| Saison     | Équipe                       | Ligue      | PJ  | B                | A                | Pts              | Pun              | PJ               | B  | A                    | Pts                  | Pun                  |                      |                      |
| 1981-1982  | Bulls de Belleville          | LHO        | 58  | 6                | 13               | 19               | 234              | -                | -  | -                    | -                    | -                    |                      |                      |
| 1982-1983  | Bulls de Belleville          | LHO        | 70  | 10               | 41               | 51               | 183              | 4                | 0  | 0                    | 0                    | 7                    |                      |                      |
| 1982-1983  | Skipjacks de Baltimore       | LAH        | 2   | 0                | 0                | 0                | 22               | -                | -  | -                    | -                    | -                    |                      |                      |
| 1983-1984  | Penguins de Pittsburgh       | LNH        | 72  | 2                | 7                | 9                | 224              | -                | -  | -                    | -                    | -                    |                      |                      |
| 1984-1985  | Skipjacks de Baltimore       | LAH        | 58  | 6                | 24               | 30               | 154              | 14               | 0  | 7                    | 7                    | 47                   |                      |                      |
| 1984-1985  | Penguins de Pittsburgh       | LNH        | 15  | 0                | 0                | 0                | 15               | -                | -  | -                    | -                    | -                    |                      |                      |
| 1985-1986  | Oilers de la Nouvelle-Écosse | LAH        | 9   | 2                | 4                | 6                | 34               | -                | -  | -                    | -                    | -                    |                      |                      |
| 1985-1986  | Oilers d'Edmonton            | LNH        | 59  | 11               | 12               | 23               | 265              | 8                | 0  | 2                    | 2                    | 50                   |                      |                      |
| 1986-1987  | Oilers de la Nouvelle-Écosse | LAH        | 7   | 2                | 2                | 4                | 48               | -                | -  | -                    | -                    | -                    |                      |                      |
| 1986-1987  | Oilers d'Edmonton            | LNH        | 41  | 2                | 4                | 6                | 159              | 21               | 4  | 3                    | 7                    | 65                   |                      |                      |
| 1987-1988  | Oilers d'Edmonton            | LNH        | 60  | 9                | 17               | 26               | 223              | 16               | 0  | 3                    | 3                    | 67                   |                      |                      |
| 1988-1989  | Kings de Los Angeles         | LNH        | 66  | 10               | 17               | 27               | 350              | 11               | 0  | 2                    | 2                    | 33                   |                      |                      |
| 1989-1990  | Kings de Los Angeles         | LNH        | 75  | 15               | 21               | 36               | 322              | 10               | 1  | 3                    | 4                    | 18                   |                      |                      |
| 1990-1991  | Kings de Los Angeles         | LNH        | 61  | 7                | 32               | 39               | 221              | 12               | 0  | 0                    | 0                    | 58                   |                      |                      |
| 1991-1992  | Kings de Los Angeles         | LNH        | 71  | 7                | 22               | 29               | 268              | 6                | 1  | 0                    | 1                    | 21                   |                      |                      |
| 1992-1993  | Kings de Los Angeles         | LNH        | 81  | 15               | 26               | 41               | 399              | 24               | 4  | 6                    | 10                   | 60                   |                      |                      |
| 1993-1994  | Penguins de Pittsburgh       | LNH        | 47  | 3                | 18               | 21               | 139              | -                | -  | -                    | -                    | -                    |                      |                      |
| 1993-1994  | Kings de Los Angeles         | LNH        | 18  | 4                | 6                | 10               | 55               | -                | -  | -                    | -                    | -                    |                      |                      |
| 1994-1995  | Kings de Los Angeles         | LNH        | 41  | 3                | 18               | 21               | 83               | -                | -  | -                    | -                    | -                    |                      |                      |
| 1995-1996  | Kings de Los Angeles         | LNH        | 59  | 10               | 21               | 31               | 148              | -                | -  | -                    | -                    | -                    |                      |                      |
| 1995-1996  | Rangers de New York          | LNH        | 9   | 0                | 2                | 2                | 21               | 4                | 0  | 0                    | 0                    | 0                    |                      |                      |
| 1996-1997  | Sharks de San José           | LNH        | 57  | 4                | 12               | 16               | 186              | -                | -  | -                    | -                    | -                    |                      |                      |
| 1997-1998  | Sharks de San José           | LNH        | 56  | 2                | 10               | 12               | 140              | -                | -  | -                    | -                    | -                    |                      |                      |
| 1998-1999  | Oilers d'Edmonton            | LNH        | 46  | 2                | 3                | 5                | 101              | 3                | 0  | 0                    | 0                    | 2                    |                      |                      |
| 1999-2000  | Bruins de Boston             | LNH        | 27  | 2                | 3                | 5                | 62               | -                | -  | -                    | -                    | -                    |                      |                      |
| 2000-2001  | Griffins de Grand Rapids     | LIH        | 14  | 0                | 2                | 2                | 36               | -                | -  | -                    | -                    | -                    |                      |                      |
| Totaux LNH | Totaux LNH                   | Totaux LNH | 961 | 108              | 251              | 359              | 3 381            | 115              | 10 | 19                   | 29                   | 374                  |                      |                      |

| Saison    | Équipe                 | Ligue |    | PJ | V  | D | N | Pr                      |  | Séries éliminatoires |
| 2002-2003 | Falcons de Springfield | LAH   | 80 | 34 | 38 | 7 | 1 | Défaite au premier tour |  |                      |
| 2003-2004 | Falcons de Springfield | LAH   | 80 | 26 | 43 | 9 | 2 | Pas qualifié            |  |                      |

## Carrière d'acteur
Il a de petits rôles dans les films suivants :
- 1995 - Bad Boys
- 1995 - Forget Paris
- 1997 - Con Air (1997),
- 1997 - Trading Favors

## Parenté dans le sport
Son frère Chris McSorley est entraîneur de hockey.